# Guadalupe de Atlas
Guadalupe de Atlas är en ort i Mexiko.   Den ligger i kommunen Asientos och delstaten Aguascalientes, i den centrala delen av landet, 400 km nordväst om huvudstaden Mexico City. Guadalupe de Atlas ligger 2 024 meter över havet och antalet invånare är 2 259.
Terrängen runt Guadalupe de Atlas är platt norrut, men söderut är den kuperad. Runt Guadalupe de Atlas är det ganska tätbefolkat, med 80 invånare per kvadratkilometer. Närmaste större samhälle är Loreto, 4,4 km öster om Guadalupe de Atlas. Trakten runt Guadalupe de Atlas består till största delen av jordbruksmark.